# Герберт Шауенбург
Герберт Шауенбург (нім. Herbert Schauenburg; 29 травня 1912, Дельменгорст — 15 січня 1942, Середземне море) — німецький офіцер-підводник, корветтен-капітан крігсмаріне.

## Біографія
1 квітня 1931 року вступив на флот. В квітні-вересні 1940 року пройшов курс підводника, у вересні-листопаді — курс командира підводного човна, після чого був направлений в 21-у флотилію. З 6 січня по 19 травня 1941 року — командир U-20, з 3 липня 1941 року — U-577, на якому здійснив 3 походи (разом 59 днів у морі). 15 січня 1942 року U-577 був потоплений в Середземному морі північно-західніше Мерса-Матрух (32°40′ пн. ш. 25°48′ сх. д.) глибинними бомбами британського бомбардувальника «Свордфіш». Всі 43 члени екіпажу загинули.

## Звання
- Кандидат в офіцери (1 квітня 1931)
- Морський кадет (1 квітня 1932)
- Фенріх-цур-зее (1 січня 1933)
- Оберфенріх-цур-зее (1 січня 1935)
- Лейтенант-цур-зее (1 квітня 1935)
- Оберлейтенант-цур-зее (1 січня 1937)
- Капітан-лейтенант (1 жовтня 1939)
- Корветтен-капітан (1 січня 1942)

## Нагороди
- Медаль «За вислугу років у Вермахті» 4-го класу (4 роки)